# ウィー・ザ・キングス

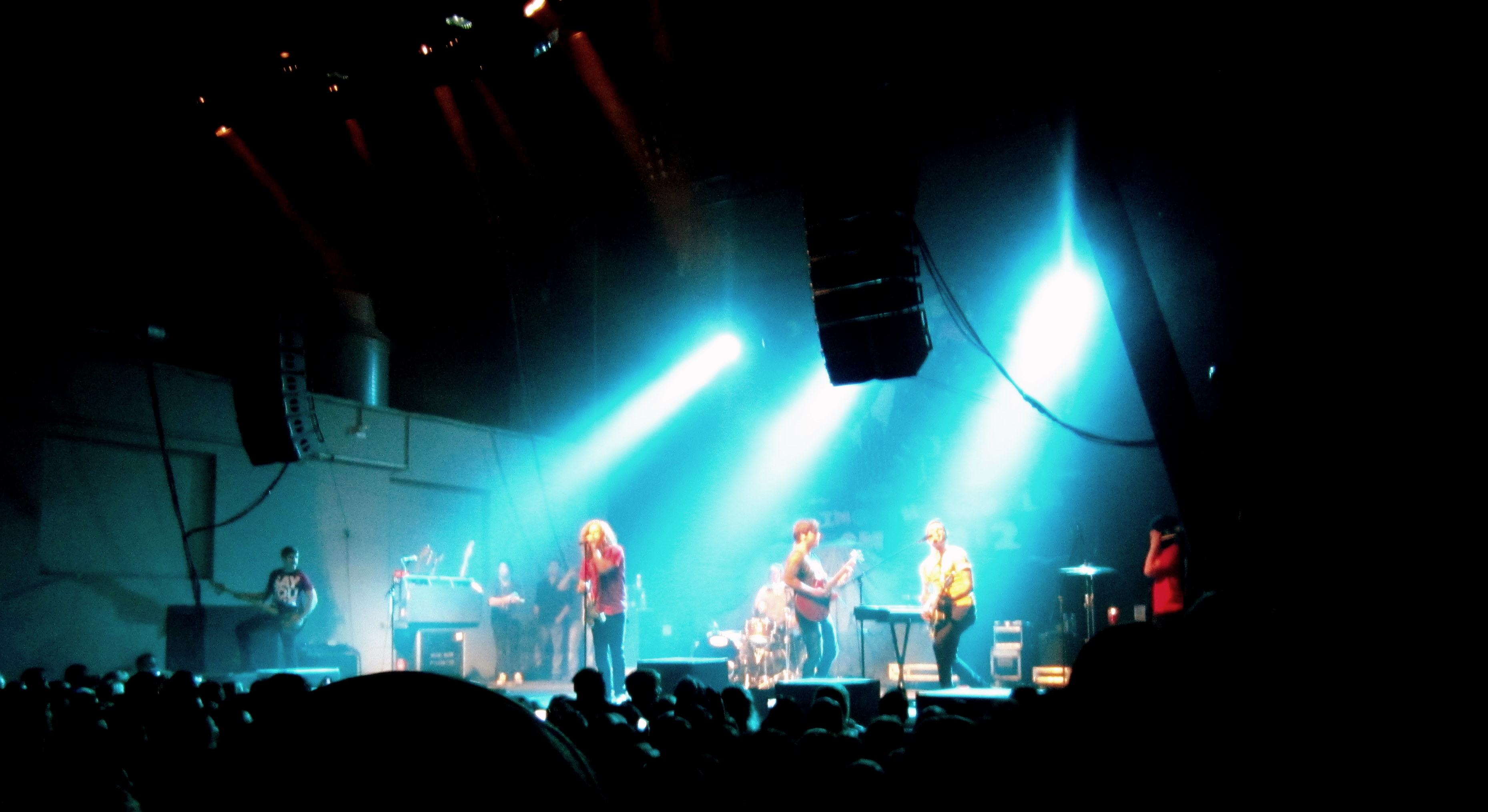
We the Kings 2012

ウィー・ザ・キングス (We The Kings) とは、アメリカ合衆国のフロリダ州ブレイデントン出身のパワー・ポップバンドである。
アメリカでは新世代パワーポップバンドとして、若い世代を中心に非常に知名度が高いバンド。彼等の代表曲ともいえる「"Check Yes Juliet"」は、全米シングルチャートにて最高70位を記録し、MTV制作のセレブドキュメンタリー番組「The Hills」の劇中で使用されている。

## 現在のメンバー
- トラヴィス・クラーク/Travis Clark - (ヴォーカル・ギター)
- ハンター・トムセン/Hunter Thomsen - (ギター)
- チャールズ・トリッピー/Charles Trippy- (ベース)
- コーリー・オートーレ/Coley O'Toole -(キーボード)

## 過去のメンバー
- ドリュー・トムセン/Drew Thomsen – (ベース)
- ダニー・ダンカン/Danny Duncan - (ドラム)

ハンターとドリューは実の兄弟である。

## 略歴
当時高校生だったトラヴィス・クラークがスタートさせた「Broken Image」というバンドに、残り3人のメンバーを加えて、その後の2003年にバンド名を「We The Kings」へ変更。それから数年後のドリューの高校卒業を機に、トラヴィスとハンターとダニーの3人はそれぞれ通っていた大学を中退し、本格的にバンド活動を開始した。後にインディーズレーベルから3枚のアルバムを発表しているが、徐々に知名度が上がってきたところで、EMIレコード傘下の大手インディーズ「S-Curve Records」と契約を結ぶことに成功する。それからすぐにニューアルバムのレコーディングを開始。そして2007年10月2日に4thアルバム『We The Kings』を発表。新人バンドながら、全米アルバムチャートにて初登場151位を記録し、全世界でのトータルセールスも30万枚を突破した。そして、その後もMetro StationやBoys Like Girlsなど人気バンドとのツアーを経て知名度を上げていく。
また、2009年12月8日には5thアルバム『Smile Kid』もリリースされ、全米アルバムチャートにて初登場112位を記録。また、同アルバムからの1stシングル「"Heaven Can Wait"」は、アメリカのポップソングチャートにて最高32位を記録している。
2011年7月12日には、6thアルバム『Sunshine State of Mind』がリリースされた。1stシングルは「"Friday Is Forever"」である。ちなみに一週間前の7月5日には既にiTunesにて先行配信されていたが、この時のデジタル販売枚数のみで、全米アルバムチャートにて初登場45位を記録した。また、同年初めにドリュー・トムセンが脱退し、10月にチャールズ・トリッピーとコーリー・オートーレが加入した。
2024年2月2日、ダニー・ダンカンはバンドからの脱退を発表した。

## 特徴
彼らの作る楽曲は「爽やかで、そしてどこか切ない」ものが多い。そのためアメリカでは、比較的似た音楽性を持つ"Boys Like Girls"が引き合いに出されることが多いが、同系統のバンドを寄せ付けない圧倒的なメロディーセンスには目を見張るものがある。ちなみに、日本ではよく「エモバンド」と紹介されることが多い彼らだが、アメリカではパワーポップに分類されている。

## ディスコグラフィー

### アルバム
| 発売日         | タイトル               | 販売レーベル        | 全米ビルボード アルバムチャート最高位 | セールス |
| -------------- | ---------------------- | ------------------- | ------------------------------------- | -------- |
| 2007年10月2日  | We the Kings           | S-Curve Records     | 151                                   | 30万枚   |
| 2009年12月8日  | Smile Kid              | S-Curve Records     | 112                                   | -        |
| 2011年7月12日  | Sunshine State of Mind | S-Curve Records     | 45                                    | -        |
| 2013年12月16日 | Somewhere Somehow      | Ozone Entertainment | 44                                    | -        |
| 2014年11月24日 | Stripped               | Ozone Entertainment | -                                     | -        |
| 2015年11月20日 | Strange Love           | Ozone Entertainment | -                                     | -        |

### シングル
| 発表年 | 曲名                                       | 各チャート最高位 | 各チャート最高位 | 各チャート最高位 | 収録アルバム           |
| 発表年 | 曲名                                       | The Hot 100      | Pop Songs        | Digital Songs    | 収録アルバム           |
| ------ | ------------------------------------------ | ---------------- | ---------------- | ---------------- | ---------------------- |
| 2007   | "Skyway Avenue"                            | –                | –                | –                | We the Kings           |
| 2008   | "Check Yes Juliet"                         | 70               | 25               | 46               | We the Kings           |
| 2008   | "Secret Valentine"                         | –                | 40               | –                | We the Kings           |
| 2009   | "Heaven Can Wait"                          | -                | 30               | 65               | Smile Kid              |
| 2010   | "We'll Be a Dream" (featuring Demi Lovato) | 76               | 23               | -                | Smile Kid              |
| 2010   | "She Takes Me High"                        | -                | -                | -                | Smile Kid              |
| 2011   | "Friday Is Forever"                        | -                | -                | –                | Sunshine State of Mind |
| 2011   | "Say You Like Me"                          | -                | 32               | -                | Sunshine State of Mind |
| 2013   | "Just Keep Breathing"                      | 92               | -                | 39               | Somewhere Somehow      |
| 2013   | "Find You There"                           | -                | -                | -                | Somewhere Somehow      |
| 2013   | "Any Other Way"                            | -                | -                | -                | Somewhere Somehow      |
| 2013   | "Art of War"                               | -                | -                | -                | Somewhere Somehow      |

## インディーズ時代にリリースした作品
- Ivy(2005)
- Friendship Is a Touchy Subject(2005)
- Between the Ink and the Paper(2006)